# Смернице за оперативно и неоперативно лечење траума јетре (WSES, 2020)
Смернице за оперативно и неоперативно лечење траума јетре (WSES, 2020) које су објављене 29. марта 2020. од стране Светског друштва за хитну хирургију (акроним WSES = од енгл. речи World Society of Emergency Surgery), имају за циљ да помогну лекарима у одређивању оптималне стратегије лечења, односно доношења одлука да ли је потребно да се пацијент оперише или подвргава неоперативном лечењу, а све то у зависности од хемодинамског статуса, присуства удружених повреда и анатомског нивоа повреде јетре.

## Историја
Смернице за оперативно и неоперативно лечење траума јетре настале су тако што је контактирана група стручњака из области којом координира централни координатор да би изнели своје мишљење засновано на доказима о неколико питања о педијатријској (<16 година) и трауми јетре одраслих.
Траума јетре процењена је анатомијом повреде, врстом повреде (тупом и продорном повредом), начином збрињавања  (конзервативно и оперативно лечење) и типом болесника (одрасли, педијатрија). 
Кроз Дефи процес су у наредним рундама израде смерница стручњаци  разговарали о различитим питањима. Централни координатор је сакупио различите одговоре добијене из сваког круга разговора. Свака од верзија је затим ревидирана и побољшана. О дефинитивној верзији расправљала је експертска група, и након постигнутог споразума настале су ове смернице, које су објављене 29. марта 2020. године.

## Опште информације
Повреде јетре представљају једну од најчешћих повреда из групе опасних по живот код пацијената са акутном траумом. У одређивању оптималне стратегије лечења треба узети у обзир анатомију повреде, хемодинамички статус повређеног и вишеструких повреда.
Приступ траумама јетре може захтевати неоперативно или оперативно лечење са намером да се обнови хомеостаза и нормална физиологија овог органа. У том смислу лечење траум јетре требало би да буде мултидисциплинарно, укључујући траума хирурге, интервентне радиологе, као и лекаре хитне помоћи и илекара ургентне медицине.
Дијагноза и лечење трауме јетре еволуирали су коришћењем савремених дијагностичких и терапијских алата. До пре две до три деценије, већина случајева са тупом траумом трбуха и могућим повредама паренхимних органа третирана је експлоративном лапаротомијом. Неколико иновативних мултимодалних приступа као што је ЕВТМ (ендоваскуларна траума и лечење крварења) омогућили су да се у великој мери повећају вероватноће неоперативног лечење (НОМ) за одабране пацијенте. Данас, чак и гранични пацијенти, без других индикација за лапаротомију, могу се сматрати кандитатима за неоперативно лечење у одабраним и добро развијеним центрима за трауму.

## Неоперативно лечење
У недостатку других унутрашњих повреда које захтевају оперативни захват, неоперативно лечење требало би да буде метода избора за лечења свих хемодинамски стабилних малолетника, са умерено тешким  и тешким повредама.
Код особа са умереним и тешким повредама, неоперативно лечење треба размотрити само у одабраним окружењима где постоји:
- тренутна доступност обучених хирурга,
- одговарајућа операциона сала и континуирано надгледање болесника (у најбољем случају у јединици интензивне неге или одељењу хитне помоћи)
- могућност ангиографије,
- могућност ангиоемболизације,
- доступност крви и крвним производима,
- систем за брзи трансфер таквих пацијената у установе вишег нивоа неге.

Компјутерска томографија са интравенским контрастом увек се мора обављати када се разматра неоперативни третман.
Ангиографија/ангиоемболизација се може сматрати интервенцијом прве линије код хемодинамски стабилних пацијената са артеријским руменилом на ЦТ. Код хемодинамски стабилне деце присуство контрастног руменила на ЦТ није апсолутна индикација за ангиографију/ангиоемболизацију.
Серијска клиничка испитивања (физички прегледи и лабораторијска испитивања) морају се обавити да би се открила промена клиничког статуса током неоперативног лечења.
Неоперативно лечење треба покушати код постављања истовремених траума главе и / или повреде кичмене мождине поузданим клиничким прегледом, осим ако пацијент не може да постигне специфичне хемодинамичке циљеве неуротрауме или да је нестабилност последица интраабдоминалног крварења.
Пријем у јединицу интензивне неге код изоловане повреде јетре може бити потребан само за умерене и тешке лезије.
У одабраним случајевима, где се сумња на интраабдоминалну повреду у данима после почетне трауме, интервално лапароскопско истраживање може се сматрати продужењем неоперативним лечењем и стручним  планирањем лечења пацијента у стратегији интензивног лечења.
У окружењима са малим ресурсима, неоперативно лечење може се размотрити код хемодинамски стабилних пацијената који немају доказе о повезаним повредама и негативне налазе приликом серијских физичких прегледа, снимања и крвних анализа.

## Оперативно лечење
Хемодинамски нестабилни и неодговарајући пацијенти требало би да се оперишу.
Примарна хируршка интервенција треба да буде спроведена у што краћем року уз контролу крварења и цурења жучи и примену мера реанимације које су у складу са контролом оштећења.
Главне јетрене ресекције треба у почетку избегавати и разматрати их тек у следећим операцијама, на начин ресекције у облику дебридмена, а у случајевима великих површина девитализованог ткива јетре, који раде искусни хирурзи.
Ангиоемболизација је корисно средство у случају трајних артеријских крварења након нехемостатских поступака или контроле оштећења.
Ресусцитативна ендоваскуларна балон оклузија аорте  (РЕБОА) може се користити код хемодинамски нестабилних пацијената као мост ка другим, дефинитивнијим поступцима за контролу хеморагије.

## Краткорочно и дугорочно лечење
Интрахепатички апсцеси се могу успешно лечити перкутаном дренажом.
Одложено крварење без тешког хемодинамичког компромиса може се испрва лечити ангиографијом или ангиоемболизацијом.
Псеудоанеуризме јетрених артерија треба лечити ангиографијом или ангиоемболизацијом  да би се спречила руптура.
Симптоматске или заражене биломе треба решавати перкутаном дренажом.
Комбинација перкутане дренаже и ендоскопских техника може се размотрити код лечења посттрауматских билијарних компликацијахкоје нису подложне само перкутаном лечењу.
Лаважа/дренажа и ендоскопско стентирање могу се сматрати првим приступом код касније посттрауматске билијарне фистуле без икаквих других индикација за лапаротомију.
Лапароскопија као почетни приступ треба размотрити у случајевима одложеног хируршког захвата како би се минимизирала инвазивност хируршке интервенције и омогућило прилагођавање поступка лезији.